# Lương Sơn, Ninh Sơn
Lương Sơn là một xã thuộc huyện Ninh Sơn, tỉnh Ninh Thuận, Việt Nam

## Địa lý
Xã Lương Sơn nằm ở phía bắc huyện Ninh Sơn, có vị trí địa lý:
- Phía đông giáp huyện Bác Ái
- Phía tây và phía bắc giáp xã Lâm Sơn
- Phía nam giáp xã Quảng Sơn và thị trấn Tân Sơn.

Xã có diện tích 42,59 km², dân số năm 2019 là 6.075 người, mật độ dân số đạt 143 người/km².
Trên địa bàn xã có Quốc lộ 27 và đường tỉnh 656 đi qua.

## Lịch sử
Địa bàn xã Lương Sơn trước đây là một phần xã Tân Sơn thuộc huyện Ninh Sơn.
Ngày 30 tháng 8 năm 2000, Chính phủ ban hành Nghị định 42/2000/NĐ-CP. Theo đó, thành lập thị trấn Tân Sơn, thị trấn huyện lỵ huyện Ninh Sơn trên cơ sở 1.764 ha diện tích tự nhiên và 10.242 người của xã Tân Sơn.
Sau khi điều chỉnh địa giới hành chính, xã Tân Sơn còn lại 4.259 ha diện tích tự nhiên, 4.836 người và được đổi tên thành xã Lương Sơn.